# Lethrinops longipinnis
Lethrinops longipinnis е вид лъчеперка от семейство Цихлиди (Cichlidae).

## Разпространение
Видът е разпространен в Малави.